# Edward Rice
Edward Matthew Rice (ur. 28 lipca 1960 w Saint Louis, Missouri) – amerykański duchowny katolicki, biskup Springfield-Cape Girardeau od 2016.

## Życiorys
Święcenia kapłańskie otrzymał z rąk abpa Johna Maya w dniu 3 stycznia 1987. Służył duszpastersko na terenie rodzinnej archidiecezji. Był także m.in. dyrektorem Cardinal Glennon College (1995-2000) oraz dyrektorem kurialnego wydziału ds. duszpasterstwa powołań kapłańskich (2008-2010).
1 grudnia 2010 mianowany biskupem pomocniczym Saint Louis ze stolicą tytularną Sufes. Sakry udzielił mu arcybiskup Robert Carlson.
26 kwietnia 2016 papież Franciszek mianował go biskupem ordynariuszem diecezji Springfield-Cape Girardeau.